# Julio Abreu
Emilio Julio Abreu (* 10. Juni 1954 in Asunción; † 21. Februar 2022 ebenda) war ein paraguayischer Schwimmer.

## Leben
Julio Abreu wurde in der paraguayischen Hauptstadt Asunción geboren und besuchte dort das Colegio Goethe sowie das Colegio Cristo Rey.
Er begann mit dem Schwimmsport beim Natación Parque Club und nahm an den Panamerikanischen Spielen 1971 in Cali sowie an den Olympischen Sommerspielen 1976 in Montreal teil. Bei der Eröffnungsfeier in Montreal war Abreu Fahnenträger der paraguayischen Mannschaft. 
Im Wettkampf über 200 m Lagen sowie über 200 m Brust belegte er jeweils den 25. Platz. Den Wettkampf über 200 m Schmetterling beendete er auf Rang 35.
Julio Abreu hat in den Vereinigten Staaten studiert und sich dabei auf internationale Wirtschaft, Marketing sowie Politikwissenschaften spezialisiert.
Abreu wurde Pfarrer der evangelischen Kirche Centro Familiar de Adoración in Asunción und war in dieser Funktion dort mehrere Jahrzehnte tätig.
Im Februar 2022 sollte Abreu sich einer Knochenmarktransplantation unterziehen, starb jedoch vor dem Eingriff im Krankenhaus im Alter von 67 Jahren.